# Serengeti (kot)
Serengeti – rasa kota wyhodowana w wyniku krzyżowania kota bengalskiego i orientalnego. Koty Serengeti zostały uznane jako odrębna rasa przez TICA.

## Charakter
Kot Serengeti jest bardzo aktywny, otwarty i przyjacielski. Dobrze adaptuje się w nowym otoczeniu, choć początkowo może być nieco nieśmiały. Uwielbia wspinaczki, gonitwy i zabawy. 